# Enrai ~Tooku ni Aru Akari~
Singles de High and Mighty Color
Dive into Yourself
(2006) Tadoritsuku Basho / Oxalis
(2007)
Enrai ~Tooku ni Aru Akari~ est le 10e single de High and Mighty Color sorti sous le label SME Records le 25 octobre 2006 au Japon. Il atteint la 15e place du classement de l'Oricon. Il se vend à 11 520 exemplaires la première semaine et reste classé 6 semaines, pour un total de 23 742 exemplaires vendus.
Enrai ~Tooku ni Aru Akari~ a été utilisé comme thème de fin pour l'anime Mobile Suit Gundam SEED Destiny SPECIAL EDITION; et Kaerimichi no Orange a été utilisé comme campagne publicitaire pour Bleach: Shattered Blade sur Nintendo DS. Enrai ~Tooku ni Aru Akari~ se trouve sur l'album San et sur les 2 compilations 10 Color Singles et BEEEEEEST.

## Liste des titres
Toutes les paroles sont écrites par High and Mighty Color.
| 1. | Enrai ~Tooku ni Aru Akari~ (遠雷 ~遠くにある明かり~)                    | 4:25 |
| 2. | Kaerimichi no Orange (帰り道のオレンジ)                                 | 4:12 |
| 3. | Enrai ~Tooku ni Aru Akari~ (less vocal track) (遠雷 ~遠くにある明かり~) | 4:31 |